# Dismorphia eunoe chamula
La mariposa tigrilla (Dismorphia eunoe subsp. chamula) pertenece a la familia de las mariposas saltarinas Pieridae.

## Clasificación y descripción
La envergadura alar en promedio es de 62 mm en los machos y 65 mm en las hembras alcanzando 72 mm como máximo en las hembras y 65 mm como máximo en los machos. Dorsalmente las alas anteriores presentan puntos claros subapicales ligeramente más grandes que la especie típica, algunos pueden estar reducidos como en las poblaciones de la sierra de los Tuxtlas Veracruz; la banda postmediana es de color verde pálido, presentan vivos amarillos en el área más próxima al ápice de la cédula discal. La mancha posterior es de 2mm de ancho, no presenta constricción en la célula CU2-2A, el restos es verde o amarillo pálido. La franja infradiscal es más amplia que en la subespecie típica, midiendo 4 mm de ancho en su parte más ancha y el color amarillo limón es más intenso que en D. e. eunoe. Ventralmente  en las alas anteriores se translucen las manchas dorsales, destacándose los vivos amarillos supradiscales de la banda postmediana y una mancha más desarrollada entre el margen y la vena Cu2. En las AP, la banda infradiscal es más amplia que en la subespecie típica y se continua hacia el margen anterior con 4 manchas amarillas, el jaspeado submarginal es más reducido que en la subespecie típica, pero es similar a desine.  En las hembras las manchas subapicales en las alas anteriores son tres, careciendo de aquella que tiene en la célula M3-Cu1, son menos alargadas que en desine y de menor tamaño y sin tendencia a la fusión como ocurre en eunoe típica. En las manchas postmedianas, el dibujo ocelar a menudo es naranja o al menos con algunas escamas naranjas, estas manchas son muy reducidas; las áreas submarginales de las alas anteriores y alas posteriores presentan el mismo color de fondo. En las alas posteriores, la parte proximal del sector celular RsM1-M2 está cubierto ampliamente por escamas negras, igualmente ocurre con las venas Rs y M1, su pedúnculo y el sector radial de la cédula discal. Hacia el área subapical la macha naranja se observa discontinua, ya que el borde obscuro penetra en ella notablemente, debido a la amplia zona de escamas obscuras de las venas RS y M1.

## Distribución
Sur de México (Chiapas). Comitán, Las Delicias, Ocosingo, Pichucalco, Santa Rosa, Comitán, San Vicente, Las Margaritas.

## Hábitat
Se le encuentra en las partes de altitud media de los bosques Mesófilos de Montaña del llamado núcleo centroamericano, que comprende las tierras altas de Guatemala y Chiapas, en altitudes que cubren de los 1.100 a los 1.600 m; hasta ahora los registros de esta nueva subespecie sólo incluyen sitios de vertiente atlántica. Los machos son habitantes del interior del bosque, encontrándose en los claros de éste.

## Estado de conservación
Es una subespecie rara, aun en los sitios de mayor preferencia o “abundancia”. No está enlistada en la NOM-059 y tampoco evaluada en la UICN.